# Odprto prvenstvo Anglije 1996
Odprto prvenstvo Anglije 1996 je teniški turnir za Grand Slam, ki je med 24. junijem in 7. julijem 1996 potekal v Londonu.

## Moški posamično
Richard Krajicek :  MaliVai Washington 6-3 6-4 6-3

## Ženske posamično
Steffi Graf :  Arantxa Sánchez Vicario 6-3 7-5

## Moške dvojice
Todd Woodbridge /  Mark Woodforde :  Byron Black /  Grant Connell 4-6 6-1 6-3 6-2

## Ženske  dvojice
Martina Hingis /  Helena Suková :  Meredith McGrath /  Larisa Neiland 5-7 7-5 6-1

## Mešane dvojice
Cyril Suk /  Helena Suková :   Mark Woodforde /  Larisa Neiland 1-6 6-3 6-2